# Rivula opalescens
Rivula opalescens là một loài bướm đêm trong họ Erebidae.